# Inés de Vargas y Trejo
Inés de Vargas y Trejo (¿?-Oliva de Plasencia, 8 de marzo de 1636) fue una noble española conocida por ser esposa de Rodrigo Calderón, favorito del Duque de Lerma, valido de Felipe III.

## Biografía
Fue hija de Miguel de Vargas y Camargo, señor de la Oliva de Plasencia y Plasenzuela, comendador de Castilleja de la Cuesta en la Orden de Santiago y su esposa, Elvira de Trejo y Carvajal, heredera del señorío de Grimaldo y Las Corchuelas. Su familia paterna contaba entre sus antepasados notables personajes, como el bisabuelo de Inés, Francisco de Vargas, tesorero general de Castilla bajo Carlos V; y  su tío-abuelo, Gutierre de Vargas, obispo de Plasencia.
Fue hija de Miguel de Vargas y Camargo, señor de la Oliva de Plasencia y Plasenzuela, comendador de Castilleja de la Cuesta en la Orden de Santiago y su esposa, Elvira de Trejo y Carvajal, heredera del señorío de Grimaldo y Las Corchuelas. Su familia paterna contaba entre sus antepasados notables personajes, como el bisabuelo de Inés, Francisco de Vargas, tesorero general de Castilla bajo Carlos V; y  su tío-abuelo, Gutierre de Vargas, obispo de Plasencia.Por parte de su madre, era pariente del cardenal Gabriel Trejo Paniagua y otras importantes figuras religiosas y políticas.

El duque de Lerma, valido de Felipe III, favoreció el matrimonio de esta heredera y señora de vasallos con Rodrigo Calderón, hombre de su confianza, como método de elevar socialmente a este último. El propio Rodrigo Calderón indicaba que su intención de contraer matrimonio con ella:
por haber parezido a Su Excelencia [Lerma] que me estará bien.
El 5 de marzo de 1601 contraería matrimonio en la iglesia de San Ildefonso en La Cistérniga (Valladolid) con Rodrigo Calderón. Este era hijo de Francisco Calderón y Aranda y su esposa y prima hermana, María de Aranda y Sandelín. Apadrinaron el enlace dos hijos de Lerma, Cristóbal, marqués de Cea (y luego sucesor de su padre en el valimiento siendo ya duque de Uceda) y  Catalina. Además actuaron como testigos otros altos personajes de la corte como: el marido de la madrina, Pedro Fernández de Castro y Andrade, marqués de Sarria; Juan de Tassis, conde de Villamediana y Pedro Franqueza, conde de Vilallonga.   Inés fue descrita por su contemporáneo Pinheiro da Veiga como de gran:
hermosura, moza y principal. 
En 1619 su marido fue acusado de asesinato y comenzó un largo proceso judicial que finalizaría con el embargo de todos los bienes del matrimonio y la degollación de su marido el 21 de octubre de 1621. Tanto Inés como el padre de don Rodrigo, Francisco, intentaron por todos los medios obtener clemencia para el reo, sin éxito. Durante la prisión de su marido, Inés sufriría un arresto domiciliario. En la sentencia final se reprobó el proceder de Inés que entre otras cuestiones había escondido joyas, estando ya preso su marido, en casa de su pariente Sancho de Monroy, en los conventos de San Felipe y de la Merced, así como en el Colegio Imperial, todos en Madrid.
Su marido afrontó su muerte con una gran entereza, siendo admirado por sus contemporáneos. La ejecución de Rodrigo Calderón fue tema en la literatura de la época dedicándole versos, poetas como Luis de Góngora.
El 20 de enero de 1623, Felipe IV accedió al restablecimiento de parte de las mercedes de Rodrigo Calderón a sus familiares. A este acto se opusieron gran parte de los políticos contemporáneos, el monarca persistió en su decisión.  En la persona de doña Inés, su viuda, se restablecería el condado de la Oliva de Plasencia.

## Matrimonio e hijos
De su matrimonio con Rodrigo Calderón, tuvieron la siguiente descendencia:
- María (1603-1607).
- Francisco Calderón y Vargas (1604-1674), casado con Catalina de Cárdenas y Chaves.
- Juan (1608-27 de diciembre de 1614)[11], muerto en la infancia y caballero y comendador de Vallaga y Almoguera en la orden de Calatrava.
- Miguel, (-1633) caballero y prior de Hibernia y bailío de las Nueve Villas de Campos en la orden de San Juan.[12] Militar, murió en los campos de batalla del Palatinado[13]
- María, muerta en la infancia.
- Elvira de Trejo y Calderón (1614-1616).
- Antonia María (1616) casada con Álvaro de Monroy.

### Individuales
1. 1 2  Martínez Hernández, 2009, pp. 81-82.
2. ↑  Citado en Martínez Hernández, 2009, p. 81
3. ↑  Martí y Monsó, Abril de 1910, p. 386.
4. ↑  Citado en Martínez Hernández, 2009, p. 104
5. ↑  Martínez Hernández, 2009, p. 269.
6. ↑  Martínez Hernández, 2009, p. 294.
7. ↑  Gándara, Felipe de la (1661). Descripcion origen ... de la ... casa de Calderon de la Barca. p. 23. Consultado el 30 de abril de 2023.
8. ↑  López de Haro, Alonso (1622). Nobiliario Genealogico De Los Reyes Y Titulos De España. Por la Viuda de Fernando Correa de Montenegro. p. 419. Consultado el 30 de abril de 2023.
9. ↑  López de Haro, Alonso (1622). Nobiliario genealogico de los reyes y titulos de España. Dirigido a la magestaddel rey don Felipe Quarto nuestro senor. Compuesto por Alonso Lopez de Haro, .. I. p. 419. Consultado el 1 de mayo de 2023.
10. ↑  Salazar, Luis de (1697). Historia genealogica de la casa de Lara. en la Imprenta Real : por Mateo de Llanos y Guzman. p. 440. Consultado el 1 de mayo de 2023.
11. ↑  Martínez Hernández, 2009, p. 193.
12. ↑  Gil, Alejandro Matías (1877). Las siete centurias de la ciudad de Alfonso VIII: recuerdos históricos de la m.n. y m.l. Ciudad de Plasencia, en Extremadura, desde los tiempos de su fundación hasta el presente siglo. E. Pinto Sanchez. p. 201. Consultado el 1 de mayo de 2023.
13. ↑  Martínez Hernández, 2009, p. 322.